# Locus iste
Locus iste („Dieser Ort“) sind die Anfangsworte der lateinischen Motette Locus iste, WAB 23, in C-Dur für vierstimmigen gemischten Chor a cappella von Anton Bruckner. Er komponierte das Werk im Jahre 1869 für die Einweihung der Votivkapelle im Mariä-Empfängnis-Dom in Linz.

## Geschichte
Als Bruckner von 1855 bis 1868 Organist am Alten Linzer Dom war, erhielt er von Bischof Franz Joseph Rudigier den Auftrag, eine Festkantate zur Grundsteinlegung des neuen Doms zu komponieren. Er schrieb die Festkantate Preiset den Herrn, die am 1. Mai 1862 auf der Baustelle aufgeführt worden war. Die Votivkapelle wurde 1869 als erster Teil des neuen Doms fertiggestellt.
Bruckner komponierte Locus iste am 11. August 1869 für die Einweihungsfeier der Votivkapelle. Die Aufführung kam zum Festtag der Einweihung der Votivkapelle nicht zustande, aber vier Wochen später, am 29. Oktober, am selben Ort.
Bruckner widmete das Werk Oddo Loidol, einem seiner Schüler am Wiener Konservatorium. Die Motette, deren Handschrift sich in einer Privatsammlung befindet (Dr. Arthur Wilhelm, Bottmingen), wurde mit drei weiteren Gradualien (Christus factus est, WAB 11, Os justi, WAB 30, und Virga Jesse, WAB 52) von Theodor Rättig, Wien 1886 herausgegeben. Das Locus iste erschien in Band XXI/25 der Gesamtausgabe.

## Text
Der Text ist das Graduale für das Kirchweihfest. Noch heute wird es gerne zu diesem Anlass gesungen.
| Locus iste a Deo factus est, inaestimabile sacramentum, irreprehensibilis est. | Dieser Ort ist von Gott geschaffen, ein unschätzbares Geheimnis, kein Fehl ist an ihm. |

Zum biblischen Kontext vergleiche Genesis 28,16–17  (Bet-El).

## Musik
Die Motette in C-Dur von 48 Takte ist für gemischten Chor a cappella konzipiert. Die Ausführungszeit beträgt etwa drei Minuten.
Bruckner vertonte die drei Textzeilen in der Form „A-B-A“, die mit einer Coda endet. „A“, das die erste Zeile des Textes enthält, umrahmt die zweite und dritte Zeilen.

## Zitate
„Es ist ein so schlichtes wie ergreifendes Stück Musik, das später wegen der für den Chor leicht zu bewältigenden technischen Anforderungen sehr beliebt wurde und bis heute oft zu hören ist, insbesondere an Kirchweihfesten.“

## Sonstiges
Das Stück gilt als Inspiration für das Titellied Ecce homo der britischen Comedyserie Mr. Bean, komponiert von Howard Goodall.

## Diskographie
Die erste Ausgabe des Locus iste erfolgte zu Beginn des 20. Jahrhunderts:
- Karl Luze, Chor der Kaiserlichen Hofmusikkapelle – 78 rpm G. C./HMV 44762, c. 1907

Eine Auswahl der mehr als 200 Aufnahmen
- Matthew Best, Corydon Singers, Bruckner: Motets – CD: Hyperion CDA66062, 1982
- Philippe Herreweghe, la Chapelle Royale/Collegium Vocale, Ensemble Musique Oblique, Bruckner: Messe en mi mineur; Motets – CD : Harmonia Mundi France HMC 901322, 1989
- Frieder Bernius, Kammerchor Stuttgart, Bruckner: Mass in E minor; Ave Maria; Christus factus est; Locus iste; Virga Jesse  – CD : Sony CL SK 48037, 1991
- John Eliot Gardiner, Monteverdi Choir, Bruckner: Mass No. 1; Motets – CD : DG 459 674-2, 1998
- Dan-Olof Stenlund, Malmö Kammarkör, Bruckner: Ausgewählte Werke – CD : Malmö Kammarkör MKKCD 051, 2004
- Petr Fiala, Tschechischer Philharmonischer Chor Brno, Anton Bruckner: Motets – CD : OMD 322 1422-2, 2006
- Ulf Samuelsson, Ungdomskören OPQ, Sous höga valv – CD : Olaus Petri Församling OPCD001, 2006
- Michael Stenov, Cantores Carmeli, Benefizkonzert Karmelitenkirche Linz – CD/DVD herausgegeben vom Chor, 2006 - kann auch auf YouTube angehört werden[8]
- Stephen Layton, Polyphony Choir, Bruckner: Mass in E minor & Motets – CD : Hyperion CDA 67629, 2007,
- Erwin Ortner, Arnold Schoenberg Chor, Anton Bruckner: Tantum ergo – CD : ASC Edition 3, herausgegeben vom Chor, 2008
- Otto Kargl, Domkantorei St. Pölten, Bruckner: Messe E-Moll, CD : ORF CD 3174, 2013
- Philipp Ahmann, MDR-Rundfunkchor Leipzig, Anton Bruckner & Michael Haydn - Motets – SACD : Pentatone PTC 5186 868, 2021